# Бокал вина
Бока́л вина́ (другие названия — Ви́нный бока́л и Да́ма и дже́нтльмен пью́т вино́; нидерл. Het glas wijn) — картина Яна Вермеера, написанная в 1660 году. В настоящее время находится в Берлинской картинной галерее.

## История и сюжет
Вермееру было около 27 лет, когда он написал «Бокал вина». Историк искусств Вальтер Лидтке писал: «Ни один анализ художественных условностей не способен представить чистую красоту и необыкновенную утончённость картины „Бокал вина“, которую можно считать одной первых полностью зрелых работ Вермеера».
Идея изображения людей, выпивающих сидя вокруг стола, и женщины, пьющей из бокала, восходит к картине Питера де Хоха «Голландский дворик». Однако работа Вермеера значительно отличается от прообраза Хоха тем, что интерьер оказывается в обстановке более изящной и высокопарной, нежели творения старшего мастера. Одежда персонажей, узорчатая скатерть, висящая на задней стене позолоченная рама, а также герб в витраже — всё представляет богатое убранство.

Питер де Хох, Голландский дворик, около 1657

Сцена, разыгрываемая на полотне, вероятно, является некой разновидностью ухаживания, но роли, которые играли два персонажа, не проявлены. Женщина только что осушила бокал вина, и человек, сидящий рядом с ней, старается как можно больше её напоить. Музыкальный инструмент, лира, лежит на стуле рядом с нотами. В то же время образ «Трезвости», расположенный в витраже, добавляет напряжённости происходящему.